# Avenger (computerspel)
Avenger (ook wel Way of the Tiger II of The Way of the Tiger: Avenger) is een videospel dat ontwikkeld en uitgegeven door Gremlin Graphics Software. Het spel kwam in 1986 uit voor de Amstrad CPC, Commodore 64, MSX en ZX Spectrum. Het genre is een actieadventure. Het spel is het vervolg van het vechtspel Way of the Tiger. Het thema van het spel is dat grootmeester Yeamon, Naijish, de stiefvader van de speler heeft gedood en de rollen van Kettsuin heeft gestolen. Het doel van het spel is deze rollen zien terug te bemachtigen. Hiertoe moet hij genoeg sleutels verzamelen en de drie wachters doden. De speler bestuurt een ninja en moet vechten tegen diverse tegenstanders uit de wegruimen. Het speelveld wordt met bovenaanzicht getoond. De speler kan onderweg voorwerpen oppakken. Het spel vertoond enige gelijkenis met Gauntlet dat in 1985 uitkwam.

## Platforms
| Jaar | Platform                                    |
| ---- | ------------------------------------------- |
| 1986 | Amstrad CPC, Commodore 64, MSX, ZX Spectrum |
| 1987 | Thomson TO, Thomson MO                      |

## Ontvangst
| Beoordeeld door                | Jaar | Platform     | Score |
| ------------------------------ | ---- | ------------ | ----- |
| Computer and Video Games (CVG) | 1987 | MSX          | 90%   |
| Zzap!64                        | 1987 | Commodore 64 | 86%   |
| Computer Gamer                 | 1987 | ZX Spectrum  | 85%   |
| ASM (Aktueller Software Markt) | 1986 | Amstrad CPC  | 75%   |
| ASM (Aktueller Software Markt) | 1986 | ZX Spectrum  | 70%   |
| Happy Computer                 | 1986 | Commodore 64 | 64%   |